# Physcaeneura lucida
Physcaeneura lucida är en fjärilsart som beskrevs av Butler 1896. Physcaeneura lucida ingår i släktet Physcaeneura och familjen praktfjärilar. Inga underarter finns listade i Catalogue of Life.